# Mala hermana
Mala hermana (Bad Sister, título original en inglés) es una película estadounidense de 1931, de la época pre-code, dirigida por Hobart Henley. El guion, de Edwin H. Knopf, Tom Reed, y Raymond L. Schrock, está basado en la novela de 1913 The Flirt de Booth Tarkington, que ya había sido adaptada al cine en 1916 y 1922.
Esta película fue la primera aparición en pantalla tanto de Bette Davis como de Sidney Fox (que estuvo mejor pagada que Davis). El elenco incluye a Humphrey Bogart y ZaSu Pitts como actores de reparto. Mala hermana forma parte de la colección de películas preservadas en la Biblioteca del Congreso de Estados Unidos.

## Sinopsis
Marianne Madison (Sidney Fox), hija mimada de un comerciante de una pequeña ciudad de Indiana (Charles Winninger), está tan aburrida de las atenciones de sus admiradores que se enamora de Valentine Corliss (Humphrey Bogart), un granuja que se encuentra en la ciudad para estafar a los comerciantes locales.
Con la promesa de construir una próspera fábrica, Valentine engaña a Marianne y la induce a falsificar la firma de su padre en una carta que después empleará para obtener dinero de otros comerciantes. Una vez que ha amasado una cantidad considerable, piensa en largarse de la ciudad y convence a Marianne para que se fugue con él. Poco después, la abandona, dejándola presa del remordimiento, en una destartalada habitación de hotel.
Mientras Marianne vive con Valentine, su hermana Laura (Bette Davis), que sólo ha confiado sus más íntimos sentimientos a su diario, revela al joven doctor Dick Lindley (Conrad Nagel) que lleva años enamorada de él, aunque sabe que él ama a Marianne.
Entristecida y escarmentada, Marianne regresa a casa y admite que su frívola conducta casi le ha arruinado la vida. Para evitar más escándalos, acepta la propuesta de matrimonio de un joven de muy buena posición (Bert Roach) al que hasta entonces había mirado con burlón desprecio. El doctor Lindley se da cuenta de que sólo había estado encaprichado de la coqueta Marianne y comprende que ama a la tranquila y dulce Laura.

## Reparto
- Conrad Nagel: Dr Dick Lindley
- Sidney Fox: Marianne Madison
- Bette Davis: Laura Madison
- Humphrey Bogart: Valentine Corliss
- Charles Winninger: Sr Madison
- Emma Dunn: Sra Madison
- ZaSu Pitts: Minnie (persona del servicio de la familia Madison)
- Slim Summerville: Sam
- Bert Roach: Wade Trumbull
- David Durand: Hedrick Madison (hermano pequeño de Marianne y Laura)